# Amaurobius pallidus
Espèce
Amaurobius pallidus est une espèce d'araignées aranéomorphes de la famille des Amaurobiidae.

## Distribution
Cette espèce se rencontre dans le Sud de l'Europe.

## Description
Les mâles mesurent de 8 à 10 mm et les femelles de 8 à 12,5 mm.

## Publication originale
- L. Koch, 1868 : Die Arachnidengattungen Amaurobius, Coelotes and Cybaeus. Abhandlungen der Naturhistorischen Gesellschaft zu Nürnberg, vol. 4, p. 1-52 (texte intégral).